# Cake (Amerikaanse band)
Cake (vaak gespeld als CAKE) is een Amerikaanse band die in 1991 in Sacramento (Californië) ontstaan is. De band heeft enkele grote hits gehad. Ze zijn nog steeds actief en hebben zeven albums op hun naam staan.

## Alternatieve rock
De muziek van Cake wordt vaak gezien als zogenaamde alternatieve rock, maar de groep gebruikt vaak vele verschillende muziekstijlen per album, zelfs per nummer. Funk, pop, jazz, rap, country, blues en hiphop zijn terug te vinden in hun liederen. 
Zij zijn misschien wel het bekendst geworden door het spelen met taal en de quasi-ongeïnteresseerde stem van leadsinger John McCrea. Gitaar en trompet worden het meest gebruikt om de bas funky uit te doen komen. 
"She's got a silk dress and healthy breasts that bounce on his Italian leather sofa"; de teksten doen op het eerste gezicht inhoudsloos aan maar vaak ligt er een diepere boodschap in, zoals in Comfort Eagle, een nummer dat klaarblijkelijk over de verwereldlijking van de maatschappij gaat.

## Hits
Hun grootste hits zijn The Distance (een nummer dat vaak gespeeld wordt bij Americanfootballwedstrijden), Never There (klaagzang over een meisje dat er nooit is) en Short Skirt/Long Jacket (laconiek nummer waarin de perfecte vrouw wordt beschreven). Ook hebben zij met behoorlijk succes I Will Survive gecoverd van Gloria Gaynor. De als tweede en derde genoemde nummers komen van Comfort Eagle, hun in 2001 uitgebrachte album. Dit album wordt gezien als hun succesvolste album, aangezien het de meeste hits opleverde (overigens bijna alleen in de Verenigde Staten) en het meest werd verkocht.
Op tournees werkten ze samen met onder andere Modest Mouse, The Flaming Lips, De La Soul, "Latin techno fusion band" Kinky en de bluegrass-groep The Hackensaw Boys.
Cakes vijfde album, Pressure Chief, was in oktober 2004 uitgekomen. In 2011 volgde Showroom of Compassion.

## Bezetting

### Huidige leden
- John McCrea - gitaar, orgel, piano, vibraslap & zang (1991-heden)
- Vince DiFiore - percussie, toetsen, trompet & achtergrondzang (1991-heden)
- Todd Roper - drums & achtergrondzang (1994-2001, 2016-heden)
- Xan McCurdy - gitaar & achtergrondzang (1997-heden)
- Daniel McCallum - basgitaar & achtergrondzang (2016-heden)

### Voormalige leden
- Greg Brown - gitaar, orgel & achtergrondzang (1991-1997)
- Frank French - drums & achtergrondzang (1991-1994)
- Shon Meckfessel - basgitaar & achtergrondzang (1991)
- Gabe Nelson - basgitaar & achtergrondzang (1992-1994, 1997-2015)
- Victor Damiani - basgitaar & achtergrondzang (1994-1997)
- Pete McNeal - drums & achtergrondzang (2001-2004)
- Paulo Baldi - drums, percussie & achtergrondzang (2004-2015)
- Casey Lipka - basgitaar & achtergrondzang (2016-2018)

## Discografie

### Albums
Tussen haakjes totaal aantal weken in de lijst
| Titel                        | Jaar | Charts           | Charts          | Charts           | Opmerkingen   |
| Titel                        | Jaar | NL Album Top 100 | VL Ultratop 200 | VS Billboard 200 | Opmerkingen   |
| ---------------------------- | ---- | ---------------- | --------------- | ---------------- | ------------- |
| Is This Love                 | 1991 | -                | -               | -                | Demoalbum     |
| Motorcade of Generosity      | 1994 | -                | -               | -                | -             |
| Fashion Nugget               | 1996 | 71 (7wk)         | -               | 36 (51wk)        | -             |
| Prolonging the Magic         | 1998 | -                | -               | 33 (36wk)        | -             |
| Comfort Eagle                | 2001 | -                | -               | 13 (14wk)        | -             |
| Pressure Chief               | 2004 | -                | -               | 17 (7wk)         | -             |
| B-Sides and Rarities         | 2007 | -                | -               | -                | Verzamelalbum |
| Showroom of Compassion       | 2011 | -                | -               | 1 (1wk) (10wk)   | -             |
| Live from the Crystal Palace | 2014 | -                | -               | -                | Livealbum     |

### Ep's
Tussen haakjes totaal aantal weken in de lijst
| Titel       | Jaar | Charts           | Charts          | Charts           | Opmerkingen |
| Titel       | Jaar | NL Album Top 100 | VL Ultratop 200 | VS Billboard 200 | Opmerkingen |
| ----------- | ---- | ---------------- | --------------- | ---------------- | ----------- |
| Extra Value | 2004 | -                | -               | -                | -           |
| Wheels      | 2005 | -                | -               | -                | -           |

### Singles
Tussen haakjes totaal aantal weken in de lijst
| Titel                        | Jaar | Charts    | Charts            | Charts         | VS Billboard Charts | VS Billboard Charts | VS Billboard Charts | VS Billboard Charts    | Opmerkingen |
| Titel                        | Jaar | NL Top 40 | NL Single Top 100 | VL Ultratop 50 | Hot 100             | Adult Pop Songs     | Alternative Songs   | Mainstream Rock Tracks | Opmerkingen |
| ---------------------------- | ---- | --------- | ----------------- | -------------- | ------------------- | ------------------- | ------------------- | ---------------------- | ----------- |
| Rock 'n' Roll Lifestyle      | 1993 | -         | -                 | -              | -                   | -                   | -                   | -                      | -           |
| Jolene                       | 1995 | -         | -                 | -              | -                   | -                   | -                   | -                      | -           |
| Ruby Sees All                | 1995 | -         | -                 | -              | -                   | -                   | -                   | -                      | -           |
| The Distance                 | 1996 | tip 14    | 73 (7wk)          | -              | -                   | -                   | -                   | 38 (5wk)               | -           |
| I Will Survive               | 1997 | -         | -                 | -              | -                   | -                   | -                   | -                      | -           |
| Frank Sinatra                | 1997 | -         | -                 | -              | -                   | -                   | -                   | -                      | -           |
| Friend Is a Four Letter Word | 1998 | -         | -                 | -              | -                   | -                   | -                   | -                      | -           |
| Never There                  | 1998 | -         | -                 | -              | 78 (17wk)           | 29 (23wk)           | -                   | 40 (1wk)               | -           |
| Let Me Go                    | 1999 | -         | -                 | -              | -                   | -                   | -                   | -                      | -           |
| You Turn the Screws          | 1999 | -         | -                 | -              | -                   | -                   | -                   | -                      | -           |
| Sheep Go to Heaven           | 1999 | -         | -                 | -              | -                   | -                   | -                   | -                      | -           |
| Short Skirt/Long Jacket      | 2001 | -         | 87 (4wk)          | -              | -                   | 31 (10wk)           | -                   | -                      | -           |
| Arco Arena                   | 2001 | -         | -                 | -              | -                   | -                   | -                   | -                      | -           |
| Love You Madly               | 2001 | -         | -                 | -              | -                   | -                   | -                   | -                      | -           |
| No Phone                     | 2004 | -         | -                 | -              | -                   | -                   | -                   | -                      | -           |
| Carbon Monoxide              | 2004 | -         | -                 | -              | -                   | -                   | -                   | -                      | -           |
| War Pigs                     | 2007 | -         | -                 | -              | -                   | -                   | -                   | -                      | -           |
| Sick of You                  | 2010 | -         | -                 | -              | -                   | -                   | 13 (20wk)           | -                      | -           |
| Long Time                    | 2011 | -         | -                 | -              | -                   | -                   | 25 (16wk)           | -                      | -           |
| Mustache Man (Wasted)        | 2011 | -         | -                 | -              | -                   | -                   | 47 (5wk)            | -                      | -           |
| Sheep Go to Heaven (Live)    | 2013 | -         | -                 | -              | -                   | -                   | -                   | -                      | -           |
| Sinking Ship                 | 2018 | -         | -                 | -              | -                   | -                   | -                   | -                      | -           |
| Age of Aquarius              | 2019 | -         | -                 | -              | -                   | -                   | -                   | -                      | -           |